# Meilenstein (Quellendorf)

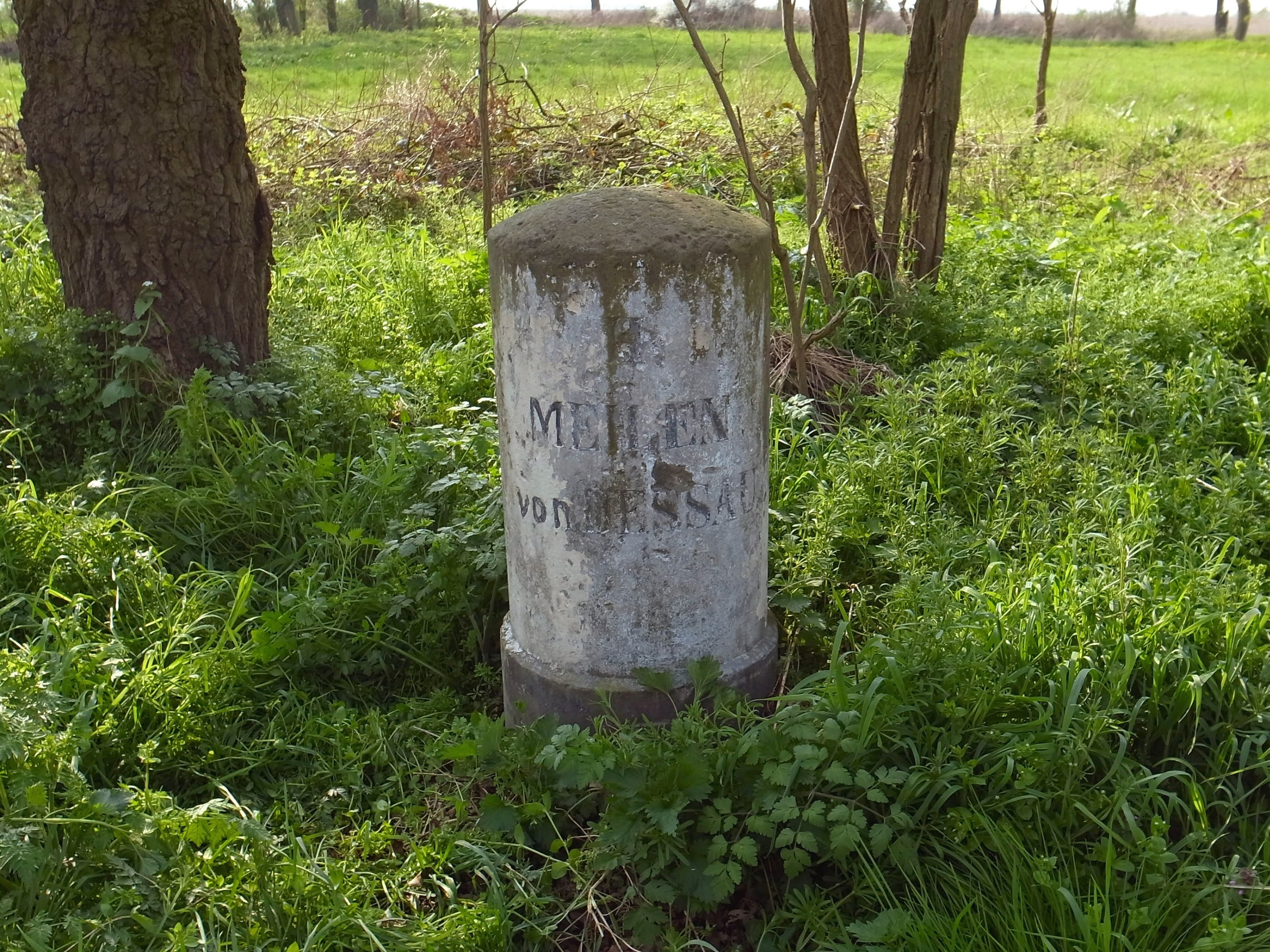
Anhaltischer Meilenstein bei Quellendorf

Der Meilenstein bei Quellendorf ist ein Kleindenkmal in der Stadt Südliches Anhalt im Landkreis Anhalt-Bitterfeld in Sachsen-Anhalt.
Die noch nicht völlig erforschte Chaussee von Dessau nach Quellendorf, die südlich von Quellendorf mindestens zwei Straßenführungen bekam, von denen eine über Storkau und die andere über Fraßdorf führte, ist nicht mehr vollständig mit Meilensteinen ausgestattet. Noch bis in die 1990er Jahre gab es neben dem Meilenstein bei Kochstedt und dem Meilenstein zwischen Quellendorf und Fraßdorf (Kreisstraße 2077) einen dritten Meilenstein zwischen Quellendorf und Storkau (Landesstraße 136).
Beide Meilensteine bei Quellendorf trugen die Inschrift II Meilen von Dessau, wodurch verdeutlicht wurde, dass es sich um zwei Abzweige einer Straße handelte. Vermutlich gab es sogar einen dritten Abzweig, denn es sind auch Meilensteine an der Straße gen Hinsdorf (ebenfalls Landesstraße 136) nachgewiesen. Bei diesen sind allerdings die Inschriften nicht bekannt. Wir müssen dennoch für den Raum Quellendorf von ehemals drei Meilensteinen mit der Entfernungsangabe II Meilen von Dessau ausgehen, erhalten hat sich aber nur ein einziger.
Dieser Rundsockelstein steht zirka 500 Meter südlich des Ortsausganges gen Fraßdorf auf der westlichen Straßenseite. Er ist 64 Zentimeter hoch und steht unter Denkmalschutz. Im Denkmalverzeichnis ist er mit der Erfassungsnummer 094 70253 als Baudenkmal registriert.